# Cancelada (congregación)
Se dice Cancelada a una congregación de canónigos regulares y el nombre de canceladino a una congregación de canónigos regulares de la Orden de San Agustín, que tomaron el nombre de una fuente llamada "Cancelada, Fons Cancelatus", por los enrejados de hierro que la rodeaban, situada en un desierto cerca de Perigueux, a donde se retiraron algunos eclesiásticos en el siglo XII para hacer vida eremítica bajo el gobierno del abad Foucant.

## Obispo de Perigueux
El obispo de Perigueux les dio posteriormente un sitio donde construyeron una iglesia llamada "Nuestra Señora de Cancelada", que fue destruida por los calvinistas en el siglo XVI, y los religiosos entraron en ella después de las turbulencias políticas; pero la observancia regular empezó a degenerar hasta tal punto, que a principios del siglo XVII solo había tres canónigos que vivían, sin ocuparse en cumplir el rezo divino.

## Alain de Solminiach
Por tanto, habiéndose introducido la relajación, Alain de Solminiach, abad regular de la Cancelada, en 1614, se aplicó a restablecer la observancia de la disciplina, y trabajó con mucha prosperidad tanto en su propia Congregación, como en la de "Sablonzeau", "La-Corona", "San Gerardo de Limoges", como subdelegado que era del cardenal La-Rochefoucault, comisario apostólico de la Orden de Canónigos Regulares de Francia.

## Reformas de Alain de Solminiach
- Dio a sus religiosos el ejemplo de la vida regular
- Recibió novicios y los formó según el espíritu de la Institución
- Les dio reglamentos para:
  - Los ejercicios diarios
  - La celebración del servicio divino
  - La observancia de los votos de pobreza

## Consolidación de la reforma
Para consolidar y perpetuar la reforma, Solminiach solicitó y logró de Luis XIII de Francia, el que renunciase su derecho de nombramiento a esta abadía, y en unos despachos reales del mes de diciembre de 1629, registrados en el real consejo, mandó el rey, que en lo futuro los canónigos de la Cancelada, por el tiempo que perseverasen en su reforma, le presentaría tres religiosos profesos a fin de que nombrase por abad a uno de ellos.

## Obispado de Cahors
Posteriormente, después de haber sido promovido Alain de Solminiach, al obispado de Cahors, en 1637 , no dejó el hábito, ni el afecto que tenía a su Orden, ni a su Casa de Cancelada:
- Quiso tener siempre cerca de sí a sus religiosos, y servirse de su ministerio para las funciones de su cargo
- Que siguiesen las mismas prácticas
- Vistiesen de la misma manera que los de la Abadía de la Cancelada:
  - Estos llevaban un escapulario de lienzo encima de la ropa blanca de la Comunidad
  - Cuando van al coro para cantar el Oficio Divino llevan la sobrepelliz con la muceta negra, sobre el brazo en el estío, y la capa del mismo color en invierno

## Sentencia del Consejo privado
En 1670, en una sentencia del consejo privado, se mandaba que los religiosos de las abadías de la Cancelada, de Sablonceaux, de San Pedro de Verteuil, el priorato de Nuestra Señora de Cahors, y el de San Cipriano en la diócesis de Sarlat, fuesen mantenidos en sus antiguas ordenanzas según la reforma de Cancelada, sin que les inquietasen a unirse a la congregación de los canónigos regulares de Francia, ni se permitiese al abad de la Cancelada fundar otros monasterios.
Sin embargo, en virtud de unos despachos reales de 1697, se introdujo la reforma de la Cancelada en el hospital de Aubrac, diócesis de Rodes, por haber rehusado la congregación de Francia a aceptarla.